# Masahiro Kobayashi (réalisateur)
Pour les articles homonymes, voir Masahiro et Kobayashi.
Masahiro Kobayashi (小林 政広, Kobayashi Masahiro), né le 6 janvier 1954 et mort le 20 août 2022 à Tokyo, est un réalisateur et scénariste japonais.
Quatre de ses films ont été sélectionnés au festival de Cannes et son film The Rebirth a reçu le Léopard d'or au festival de Locarno.

## Biographie
Masahiro Kobayashi nait le 6 janvier 1954 à Hongō, un quartier de Tokyo situé dans l'arrondissement de Bunkyō. Après avoir été chanteur, il devient scénariste, passe à la réalisation pour Closing Time en 1996. Il crée alors la société de production Monkey Town Productions.
En 2008, il est président du jury international de la 14e édition du festival international des cinémas d'Asie de Vesoul.

## Filmographie partielle

### Réalisateur
- 1996 : Closing Time (クロージング・タイム?)
- 1999 : La Route des petits voyous (海賊版 BOOTLEG FILM, Kaizokuban Bootleg Film?)[5]
- 2000 : 1 shūkan aiyoku nikki (一週間 愛欲日記?)
- 2000 : Film noir (殺し, Koroshi?)[6]
- 2001 : L'Homme qui marche sur la neige (歩く、人, Aruku, hito?)[7]
- 2003 : La Coiffeuse (女理髪師の恋, Onna rihatsushi no koi?)
- 2005 : Flic (フリック, Furiku?)
- 2005 : Bashing (バッシング, Bashingu?)
- 2006 : Shiawase (幸福?)
- 2006 : Kesennuma densetsu (気仙沼伝説?)
- 2007 : The Rebirth (愛の予感, Ai no yokan?)
- 2009 : Une nuit blanche (白夜, Byakuya?)
- 2009 : Wakaranai (ワカラナイ?)
- 2010 : Voyage avec Haru (春との旅, Haru to no tabi?)[8]
- 2011 : Girigiri no onnatachi (ギリギリの女たち?)
- 2012 : La Tragédie du Japon (日本の悲劇, Nihon no higeki?)[9]
- 2013 : Strangers, segment Strangers When We Meet
- 2017 : Umibe no ria (海辺のリア?)

### Scénariste
- 2002 : Yume nara samete (夢なら醒めて…?) de Toshiki Satō (en)
- 2019 : Kikyō (帰郷?) de Shigemichi Sugita (ja)